# Imperium Galactum
Imperium Galactum è un videogioco strategico a turni di conquista spaziale pubblicato nel 1984 per Apple II, Atari 8-bit e Commodore 64 dalla Strategic Simulations. È un precoce esempio di strategia 4X, apprezzato a suo tempo dalla critica. La rivista Computer Gaming World in una retrospettiva del 1992 lo considera un successore di Cosmic Balance II e un titolo ormai superato.

## Modalità di gioco
Il gioco si svolge su una scacchiera 20x40 che rappresenta un gruppo di 50 stelle in un'area di spazio bidimensionale. Fino a 4 imperi interplanetari competono per la supremazia, ciascuno controllato da un giocatore o dal computer. Ognuno parte dal proprio pianeta natale e deve controllare l'economia dell'impero, produrre astronavi, negoziare con le altre razze, colonizzare altri sistemi stellari. Non c'è una conclusione prefissata del gioco, si va avanti finché i giocatori lo desiderano e il vincitore è l'impero con la maggiore popolazione totale. Si può giocare su una sola mappa predefinita oppure su una casuale.
Il gioco si svolge in turni che corrispondono a 5 anni. Ciascun turno consiste in diverse fasi, prima riguardanti il commercio, poi la produzione industriale, poi la negoziazione e infine ci sono due round di movimento e combattimento.
L'interfaccia è quasi completamente testuale; l'unico elemento grafico è la mappa del gruppo di stelle, a due possibili livelli di zoom, sulla quale si muove un cursore usando la tastiera.
Ciascuna casella con una stella può contenere più pianeti abitabili, ma è importante raggiungere il livello tecnologico necessario a modificarne l'ambiente, prima di poterli colonizzare in modo efficiente.
L'esplorazione è fondamentale in quanto solo le stelle sono visibili a tutti: il colore della stella determina le probabili caratteristiche dei pianeti, ma non si ha alcuna informazione sui pianeti finché non si inviano astronavi nella casella (in multigiocatore appare un invito a non guardare lo schermo quando gioca un avversario, per non scoprire i suoi segreti).
Opzionalmente possono esserci anche pianeti abitati indipendenti, non appartenenti ad alcun giocatore, con i quali si possono fare accordi di commercio.
Un ruolo importante ha la diplomazia, che permette di stringere alleanze con gli altri imperi e tradirle.
Gli scontri avvengono con astronavi da guerra, difese di terra, eserciti di terra trasportabili, guerriglie nei pianeti conquistati.
C'è un'ampia scelta di modelli predefiniti di astronavi che si possono costruire, con funzioni differenti, inoltre se ne possono progettare di nuovi, personalizzandone otto caratteristiche. Per ciascuna astronave posseduta si hanno informazioni sui danni subiti e l'efficienza attuale.